# 4Players
4Players est un site web germanophone créé en mai 2000 spécialisée dans les jeux vidéo.

## Historique
Le site a été créé en mai 2000.
Le site est racheté en 2004 par Computec Media GmbH,
En 2008, il fait partie des médias menacés d'une action en justice par Atari à la suite d'une mauvaise appréciation du nouvel Alone in the Dark. La société accuse 4Players de s'être procuré illégalement une copie du jeu avant sa sortie officielle. Ces menaces sont largement reprises dans la presse, ce qui força Atari à ne pas donner de suite légale à l'affaire,,.
En février 2016, 4players.de était l'un des plus importants portails allemands consacrés au jeu vidéo avec 7 millions d'impressions et 801 000 visiteurs uniques par mois.